# ボディダブル
ボディダブル（英: body double）は、映画やテレビドラマなどの主要な出演者が何らかの理由によりあるシーンを演じることができない場合に、替え玉となって、あたかもその出演者が演じているかのように演技をする俳優のこと。また、政治家の影武者を指す場合もある。
この手法はスポーツや楽器の演奏など演技に特殊な技術を要する場合や、ヌードシーンなどで用いられる。その他、出演者の身長を実際より高く（または低く）見せなければならない時にも用いられる。その場合は主に、後姿での出演となる。また危険な動きや複雑な動きなどを俳優の吹き替えとして顔が見えない形で演じるスタントマンもこの一種であり、その場合はスタントダブルと呼称される。また、ダンスシーンで出演者の代わりを務めるダンサーはダンスダブルと呼ばれる。
スタンドインは、撮影前のセッティング調整を見るためだけにアクターに見立てる代理者を指し、シーンには撮影されない点で異なる。